# Jardín del Turia

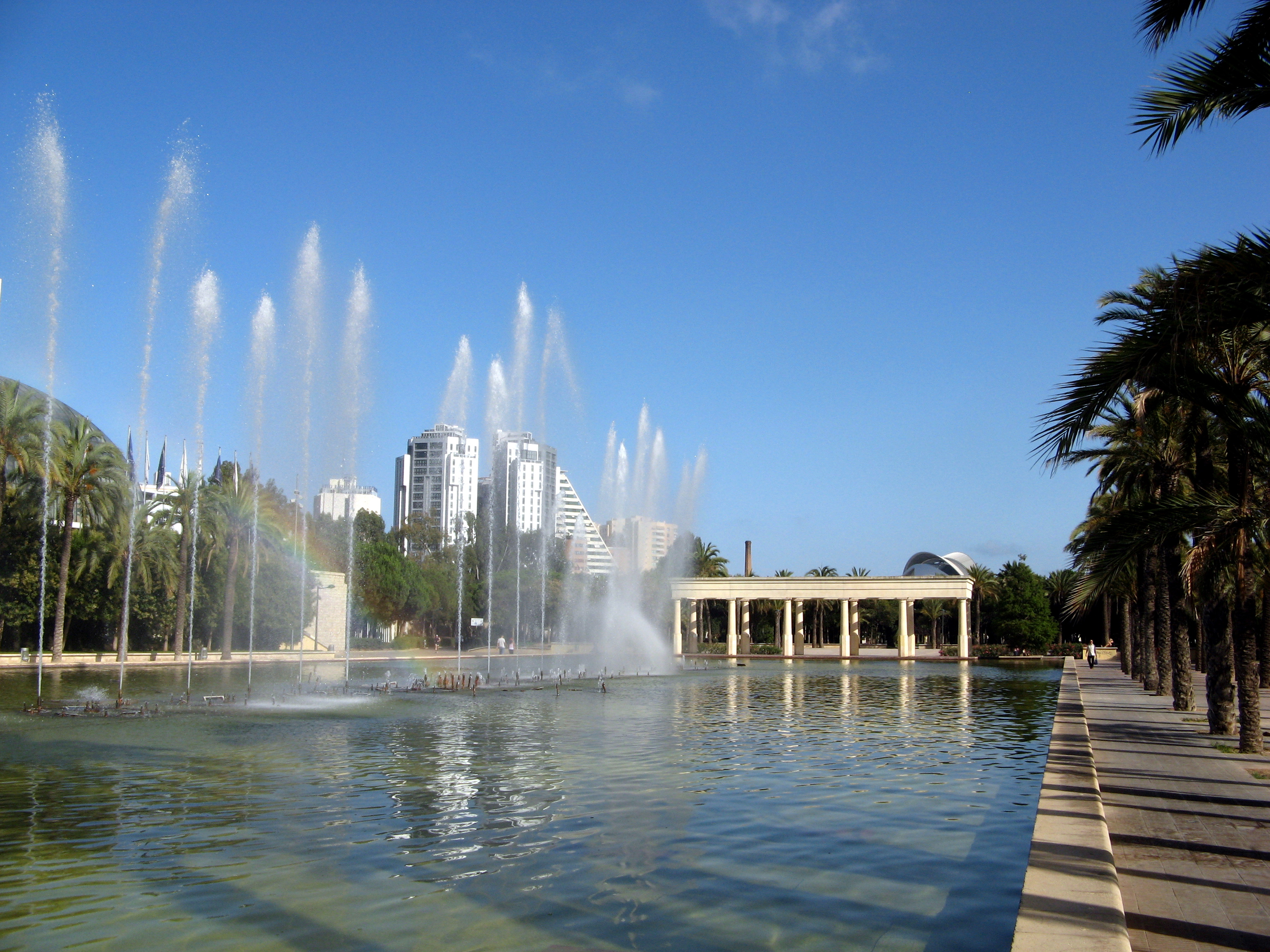
Fuente del Jardín

El Jardín del Turia es un parque urbano público situado en el antiguo cauce del río Turia de la ciudad de Valencia. Ocupa unas 136 ha actualmente, que serán 160,5 ha en un futuro con la finalización del parque de Desembocadura y con una longitud próxima a los 8,5 km que llegará a casi los 10 km con la finalización del último tramo del parque y una anchura media de unos 160 m. Es uno de los mayores jardines netamente urbanos de España. El parque comienza en el límite con el municipio de Mislata, junto al parque de la Canaleta de dicho municipio y el zoológico Bioparc Valencia (inaugurado en 2008) a unos 19 m s. n. m. y finaliza en el Passeig de l'Albereda junto al Oceanogràfic (inaugurado en 2003) a 1 m s. n. m. 
Se fundó en 1986, varios decenios después de la gran riada de Valencia. Tras la riada, el Ayuntamiento y el Gobierno de España planearon en la década de 1960 la construcción de un gran eje de comunicaciones (autopistas y otros medios de transporte) que conectase el puerto con el aeropuerto y solventase también el tráfico interno. Posteriormente, y tras el movimiento ciudadano 'El llit del Túria és nostre i el volem verd' ('El cauce del Turia es nuestro y lo queremos verde'), se dio un vuelco hacia su conversión en un lugar de ocio y naturaleza para los ciudadanos y visitantes. Con esto consiguieron la cesión de la propiedad del viejo cauce a Valencia (1976, decreto de Juan Carlos I) y también la aprobación definitiva como zona verde y parque público de estos terrenos (1979), todo esto como origen de un concurso promovido por el aun gobierno franquista de Miguel Ramón Miguel Ramón Izquierdo .
En 1986 se inauguró el parque en el que uno de sus tramos más céntricos está junto a los Jardines del Real (popularmente, 'Viveros'). El jardín cruza la ciudad desde prácticamente el puerto, más concretamente desde la Ciudad de las Artes y las Ciencias, hasta el nuevo Bioparc Valencia, que sustituye al antiguo zoológico. Su forma lineal que atraviesa la ciudad conlleva que numerosa población de la ciudad resida en las proximidades del parque, lo que hace que probablemente sea el parque más visitado de España. 

## Historia

### El proyecto
En el año 1957 Valencia vivió uno de los episodios más trágicos de su historia. El 14 de octubre de 1957 la gran riada de Valencia inundó la ciudad y causó la muerte de alrededor de un centenar de personas. El Gobierno de España y el Ayuntamiento de Valencia decidieron que el Turia no podía seguir pasando por el centro de Valencia por el peligro que suponía nuevas inundaciones. De modo que en 1958 se decide trasladar el río a un lugar cercano desviándolo mediante el llamado Plan Sur (en contraposición a otras alternativas que se estudiaron) y convertir el cauce que atraviesa la ciudad en una autopista urbana.
El viejo cauce fue más tarde reclamado por los ciudadanos como espacio verde para la ciudad, por lo que el antiguo cauce se convirtió en un jardín público con el paso de los años, y la intervención de los mejores equipos de urbanistas y diseñadores del momento, mientras que las vías rápidas de circulación se construyeron a los lados del jardín, con algunos túneles para minimizar su impacto. 
Ricardo Bofill (padre) diseñó el tramo del jardín en la zona noble de la ciudad, con naranjos y palmeras, la zona próxima al Palau de la Música. El equipo "Vetges Tú - Mediterrania" diseñó el tramo desde la Casa del Agua hasta Nuevo Centro, incluyendo las instalaciones deportivas y algunas fuentes. La Consellería de Agricultura diseñó el tramo del "Bosque Urbano" comprendido entre Nuevo Centro y la zona deportiva de Serranos, colocando miles de pinos. Posteriormente, se realizó el jardín de Gulliver.
Ya entrados en el 2000, después de la inauguración de la estación de metro de Alameda y el nuevo puente de la Exposición (popularmente 'de La Peineta' o 'de Calatrava', por su peculiar forma y su autor, respectivamente) se acondicionó el tramo próximo a esta estación colocando un arenero con juegos, una zona arbolada útil para ferias y exposiciones y una explanada para el disparo de fuegos artificiales y la instalación de ferias, circos y eventos al aire libre. A continuación, se construyó el puente de las Flores. En 2007 se reacondicionó el tramo del jardín entre el Parque de Cabecera y la Casa del Agua de tal manera que este parque es el inicio del propio jardín.

### Actualidad
En la actualidad el parque es un lugar de encuentro referente en Valencia con más de tres millones de visitantes anuales,[cita requerida] es el más visitado de España.[cita requerida] El parque posee integrado en su interior el Parque Gulliver y el Parque de Cabecera y, en terrenos anexos fuera del cauce histórico, el Palau de la Música, el Bioparc y la Ciudad de las Artes y las Ciencias. Además el cauce se ha convertido en lugar de entrenamiento de miles de corredores que diariamente recorren sus casi 8'5 km de extremo a extremo, contando además de una pista preparada y de uso exclusivo para corredores.

## Puentes
El Jardín del Turia posee numerosos puentes, algunos con más de cinco siglos de antigüedad en origen, muchas veces destruidos por las riadas y reconstruidos después. Desde el Parque de Cabecera hasta el Puerto son:
- Pasarela peatonal de entrada al Bioparc.
- Puente Nueve de octubre, primer puente obra de Santiago Calatrava, construido en 1989.
- Pasarela peatonal de la casa del agua.
- Puente de Campanar.
- Puente de las Glorias Valencianas (también conocido como 'de Ademuz').
- Pasarela peatonal del antiguo Patronato.
- Puente de las Artes.
- Puente de San José.
- Puente de Serranos, recientemente peatonalizado.
- Puente de Madera, derribado y transformado en 2012 en pasarela peatonal con paso de vehículos en tablero diferenciado.
- Puente de la Trinidad, cuyas antiguas escaleras de acceso directo al cauce permanecen cerradas por seguridad a la espera de una solución técnica normativa.
- Puente del Real, ensanchado en 1968.
- Puente de la Exposición (popularmente 'de la peineta' o 'de Calatrava').
- Puente de las Flores.
- Puente del Mar. Fue durante siglos el camino natural que unía a la ciudad con el puerto. Se construyó en el año 1591 tras ser destruido el anterior puente de madera o mampostería por una riada del Turia en 1589. Siglos más tarde, concretamente en el año 1933, se convierte en peatonal, edificándose unas señoriales escalinatas de acceso, obra del arquitecto Javier Goerlich. Es uno de los dos puentes exclusivamente peatonales de todos los que tiene la ciudad junto con el de Serranos, peatonalizado en 2012. El puente es obra de cantería, con diez arcos ojivales rebajados de 15,50 metros de luz cada uno. Tiene una longitud de 160 metros y 8,35 metros de ancho y se caracteriza por las imágenes de la Virgen de los Desamparados y de San Pascual, que adornan su recorrido. Recientemente, al ajardinar el viejo cauce del Turia, se ha colocado una inmensa alberca circular bajo sus arcos.
- Puente de Aragón.
- Puente del Ángel Custodio, ensanchado en 1967.
- Puente del Reino (popularmente 'de las gárgolas'), construido en el lugar del antiguo puente del ferrocarril Valencia-Barcelona.
- Puente de Monteolivete, obra de Fernández Ordónez ampliado por Santiago Calatrava en su extremo este tras rebajar la cota de los terrenos de la Ciudad de las Ciencias.
- Puente de l'Assut d'Or (popularmente 'jamonero'), tercer puente completo del arquitecto Santiago Calatrava.
- Puente del ferrocarril a Barcelona, originalmente de vía única, el actual se construyó junto a este, derribándose al quedar en desuso la estación del Grao.
- Puente 'Cuc de llum', pasarela peatonal construida como acceso suroeste al Circuito Urbano de F1, cerrada al paso fuera de su celebración.
- Puente de Astilleros.

El tramo del Jardín del Turia entre los puentes de l'Assut de l'Or y del ferrocarril está urbanizado al 50 %, quedando el otro 50 % a la espera del soterramiento del colector pluvial existente. El tramo entre el puente del ferrocarril y el de Astilleros está pendiente de urbanizar, pues existe un lecho fluvial con agua freática presente. Tras el puente de Astilleros queda una pequeña lámina de agua estancada y el resto del antiguo cauce hasta el mar está desviado, soterrado y canalizado bajo las instalaciones del Puerto de Valencia.

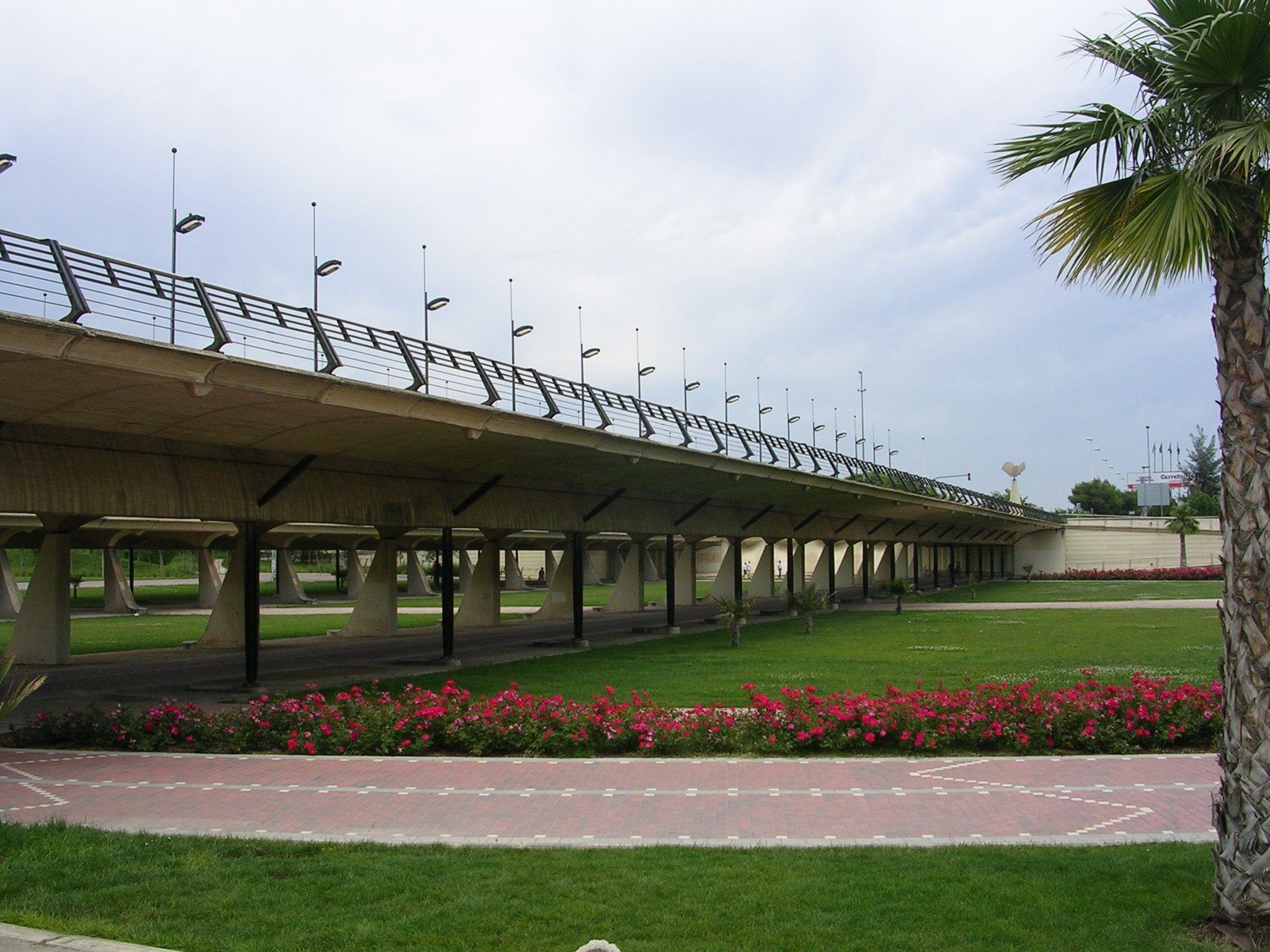
Puente Nou d'Octubre
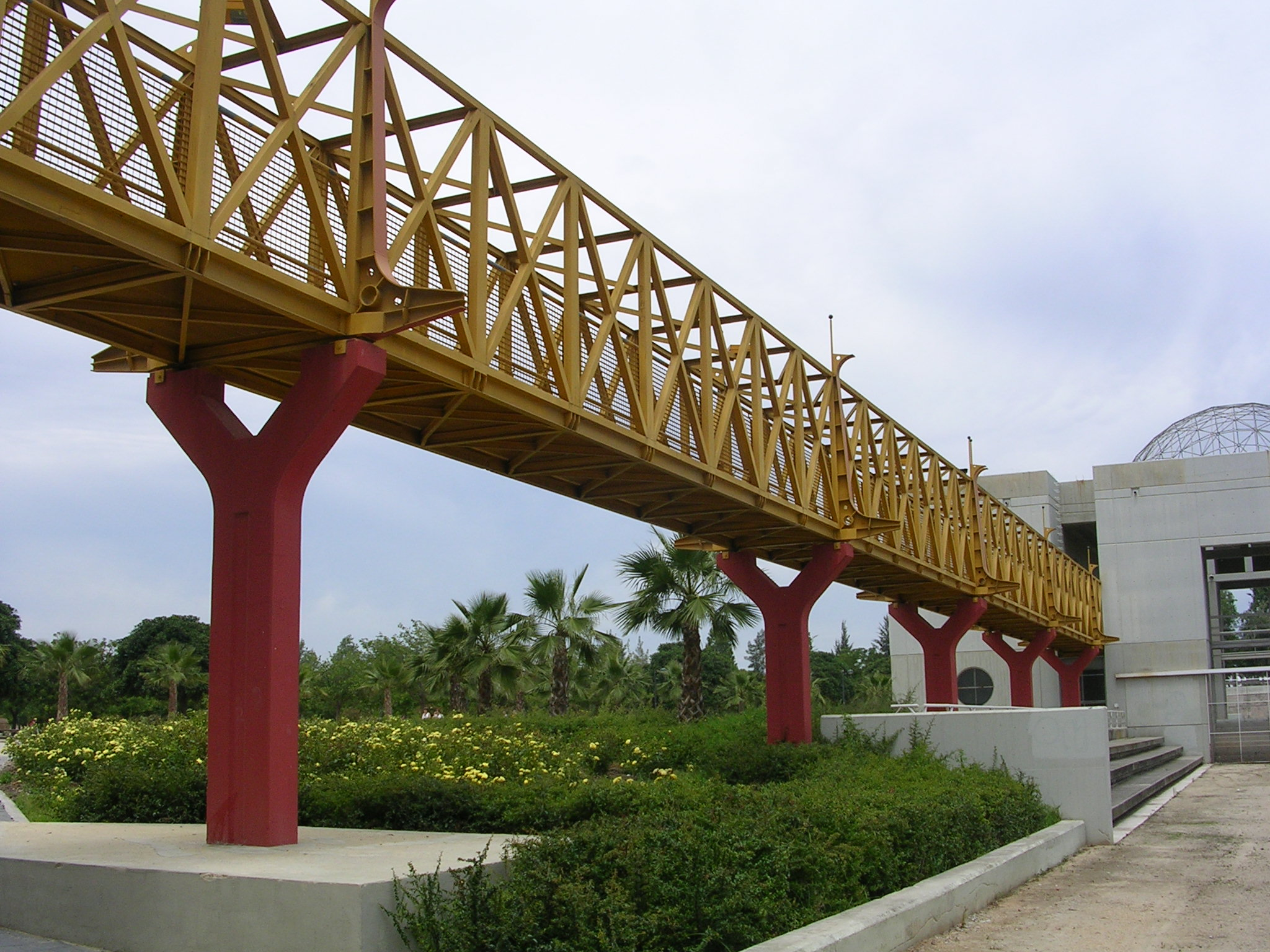
Pasarela peatonal de la Casa del Agua
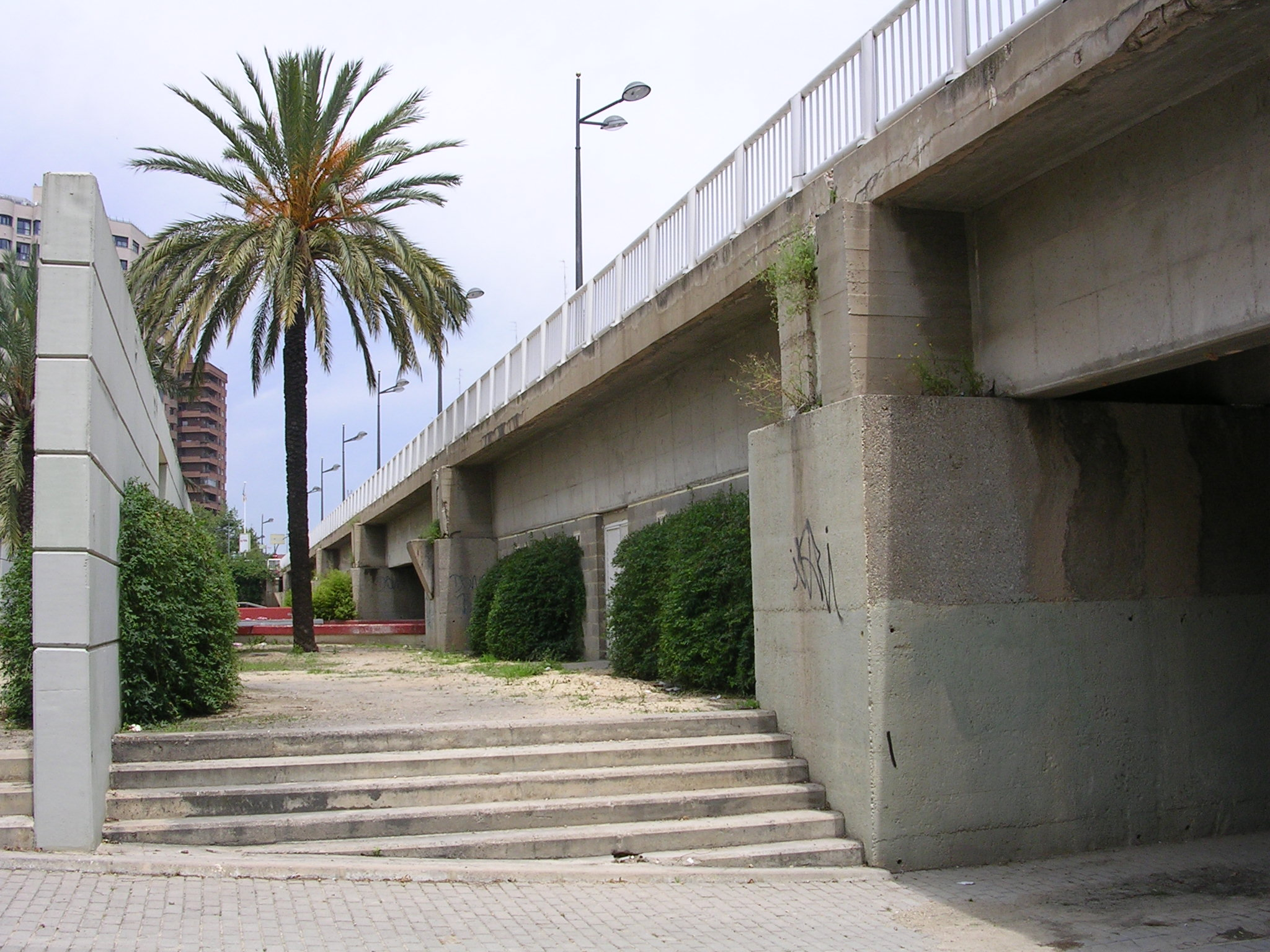
Puente de Campanar
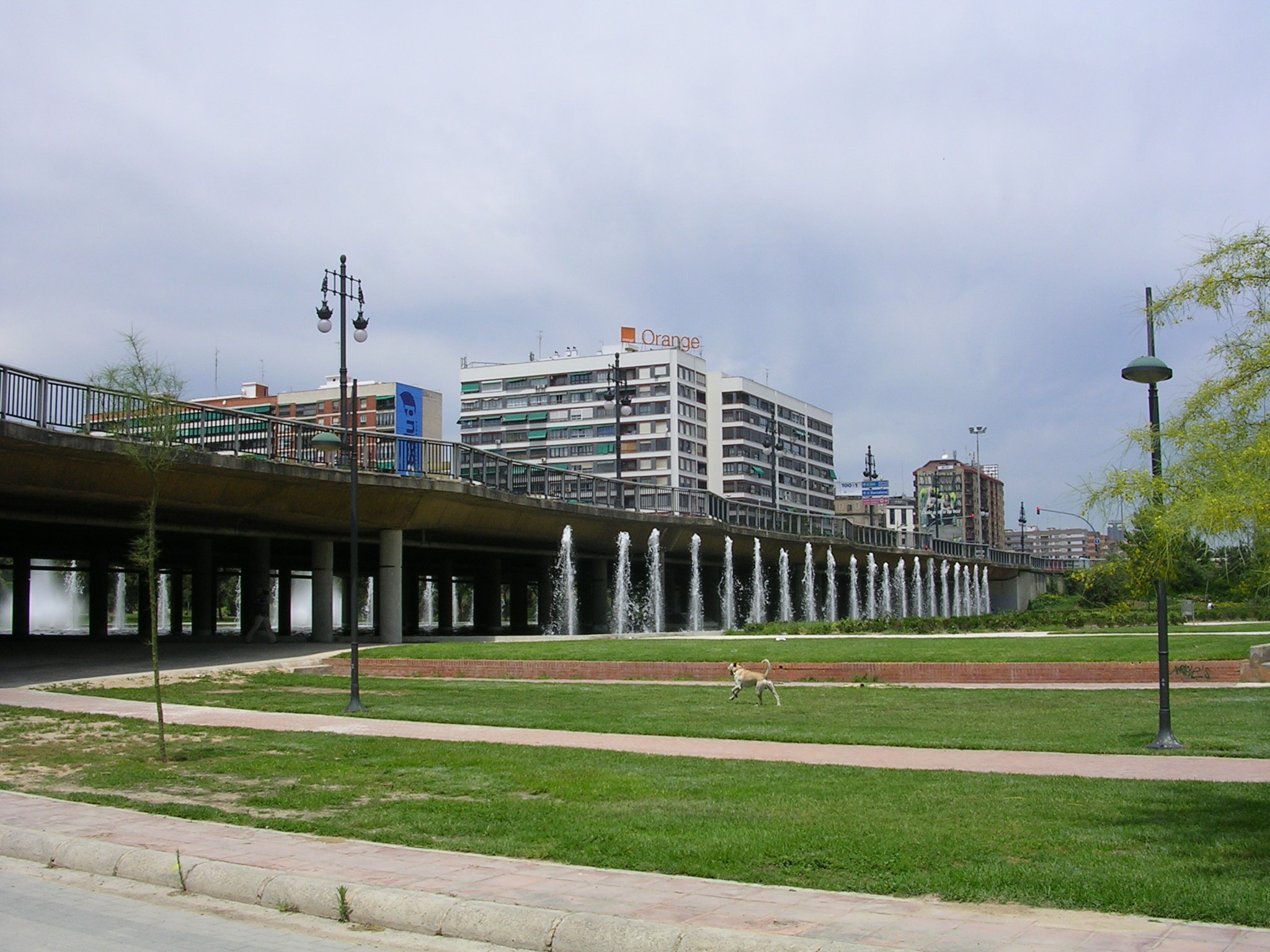
Puente de las Glorias Valencianas
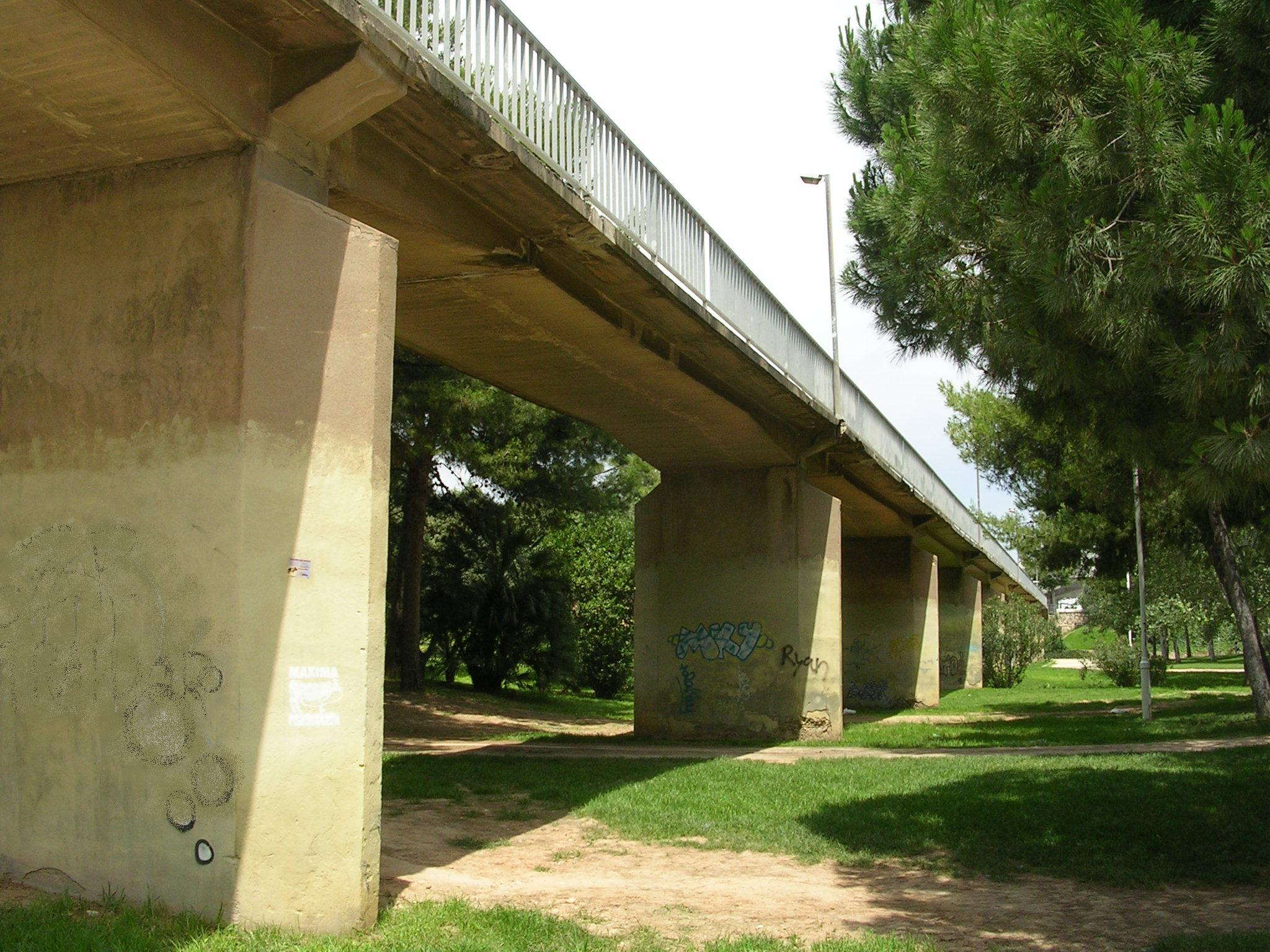
Pasarela peatonal del Patronato
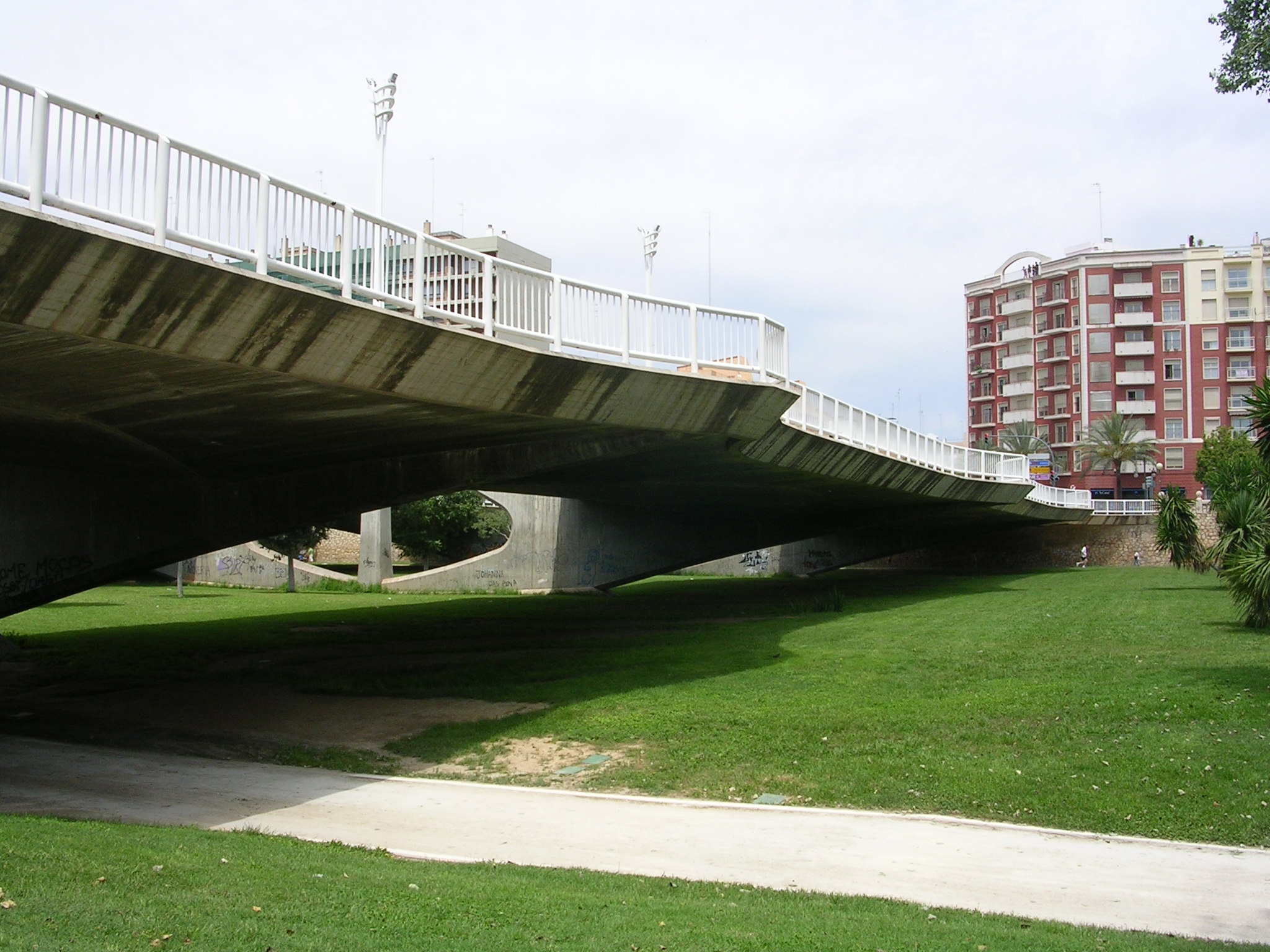
Puente de las Artes
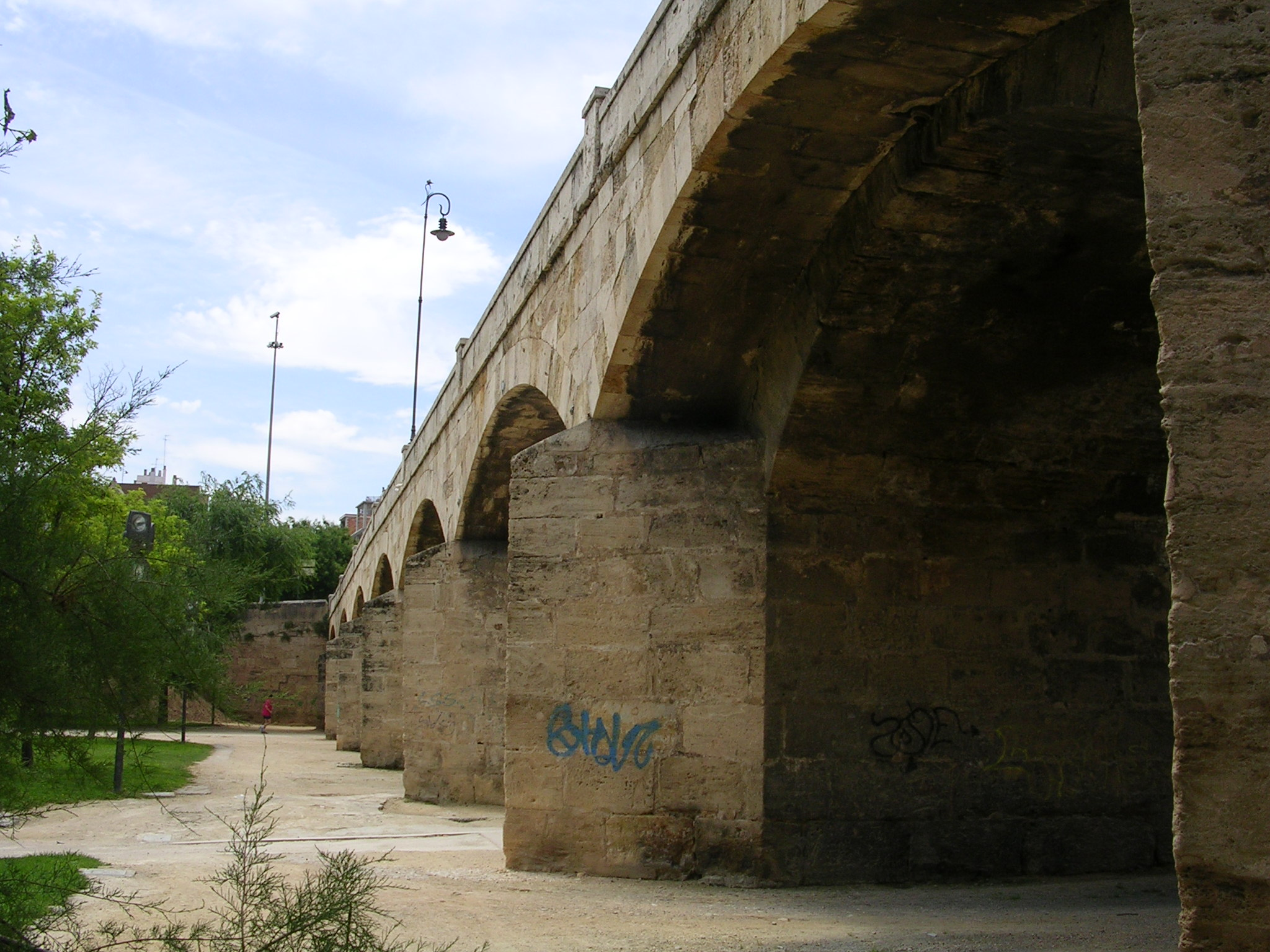
Puente de San José
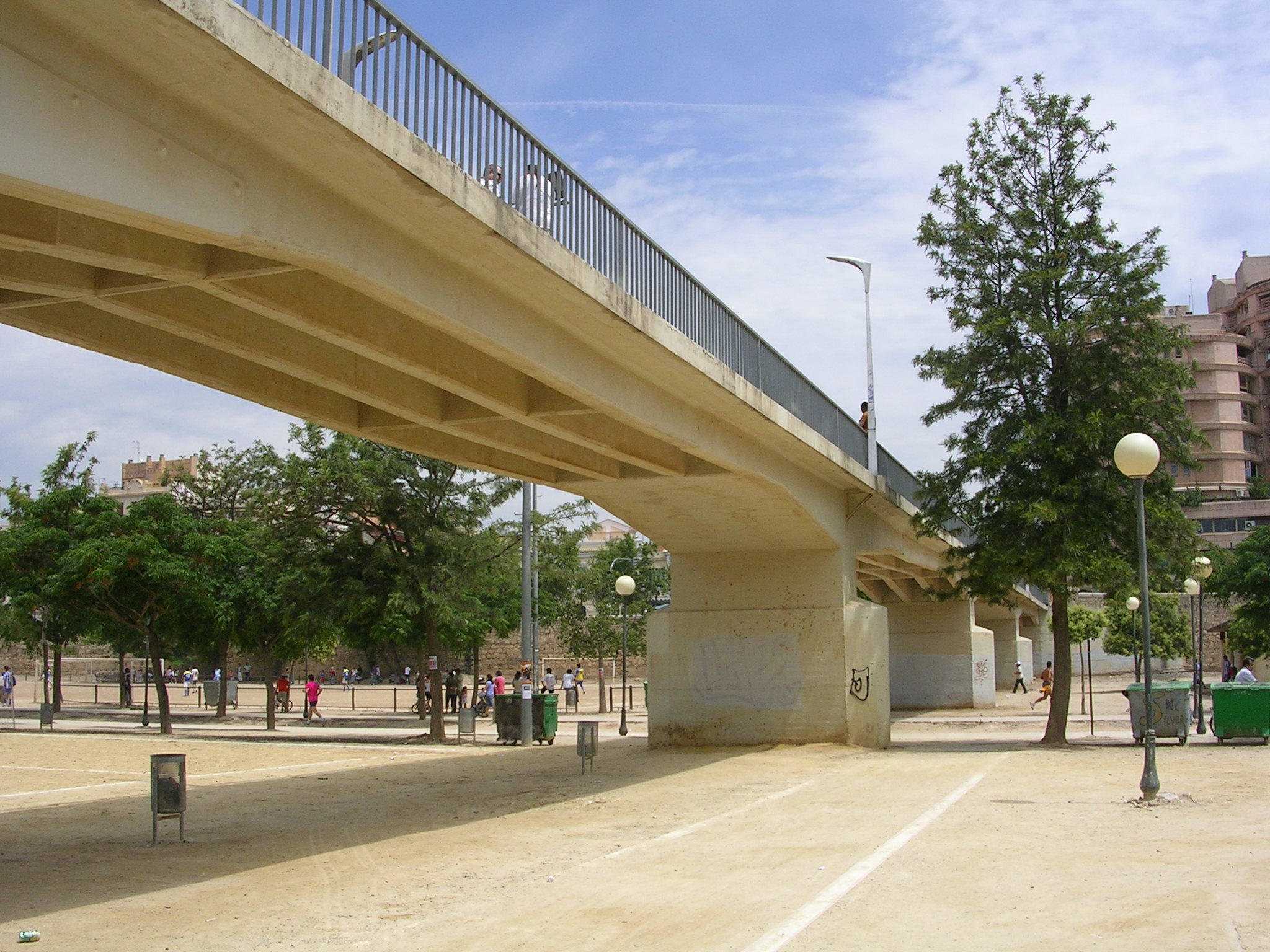
Viejo "Pont de Fusta"
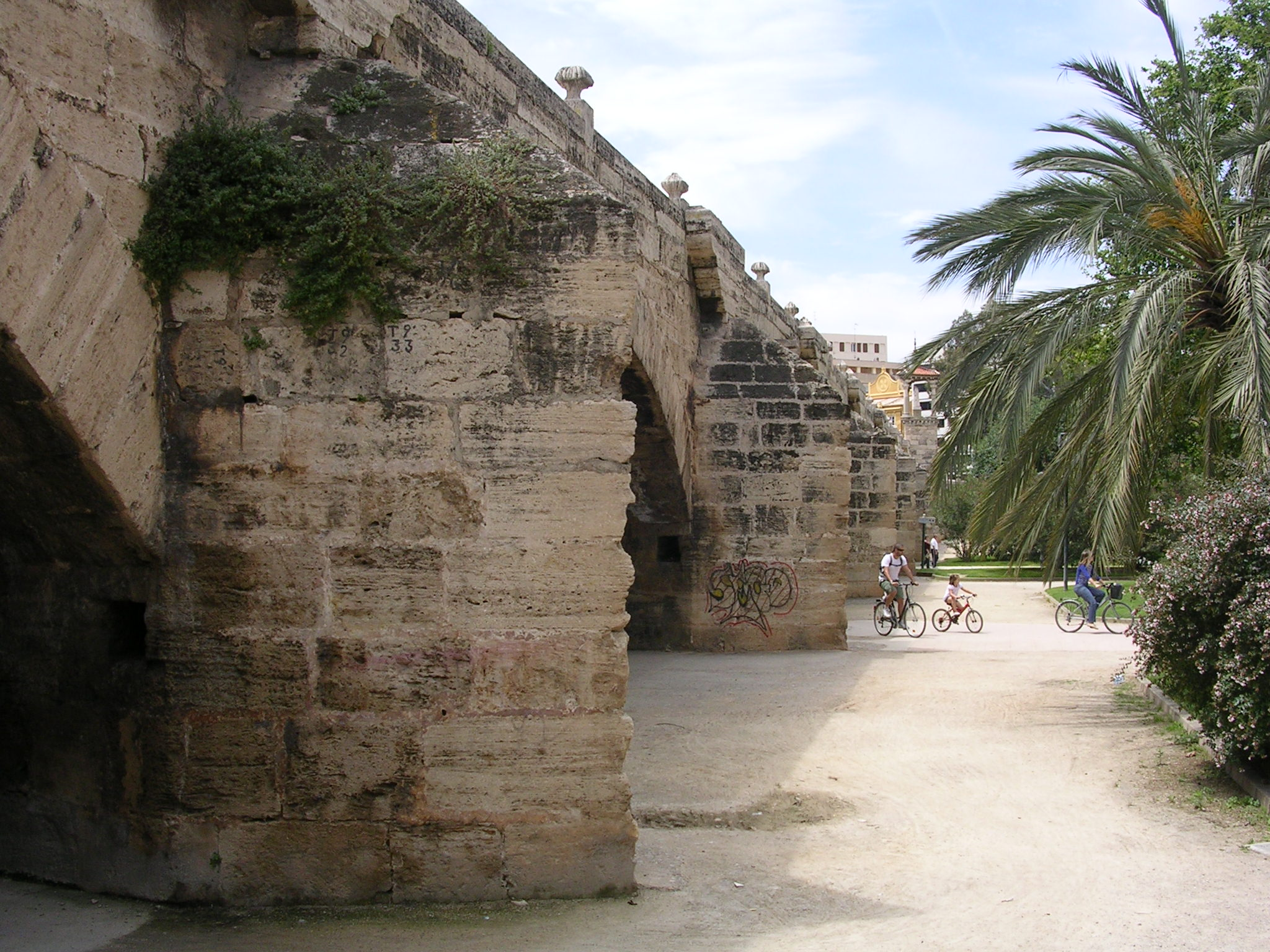
Puente del Real
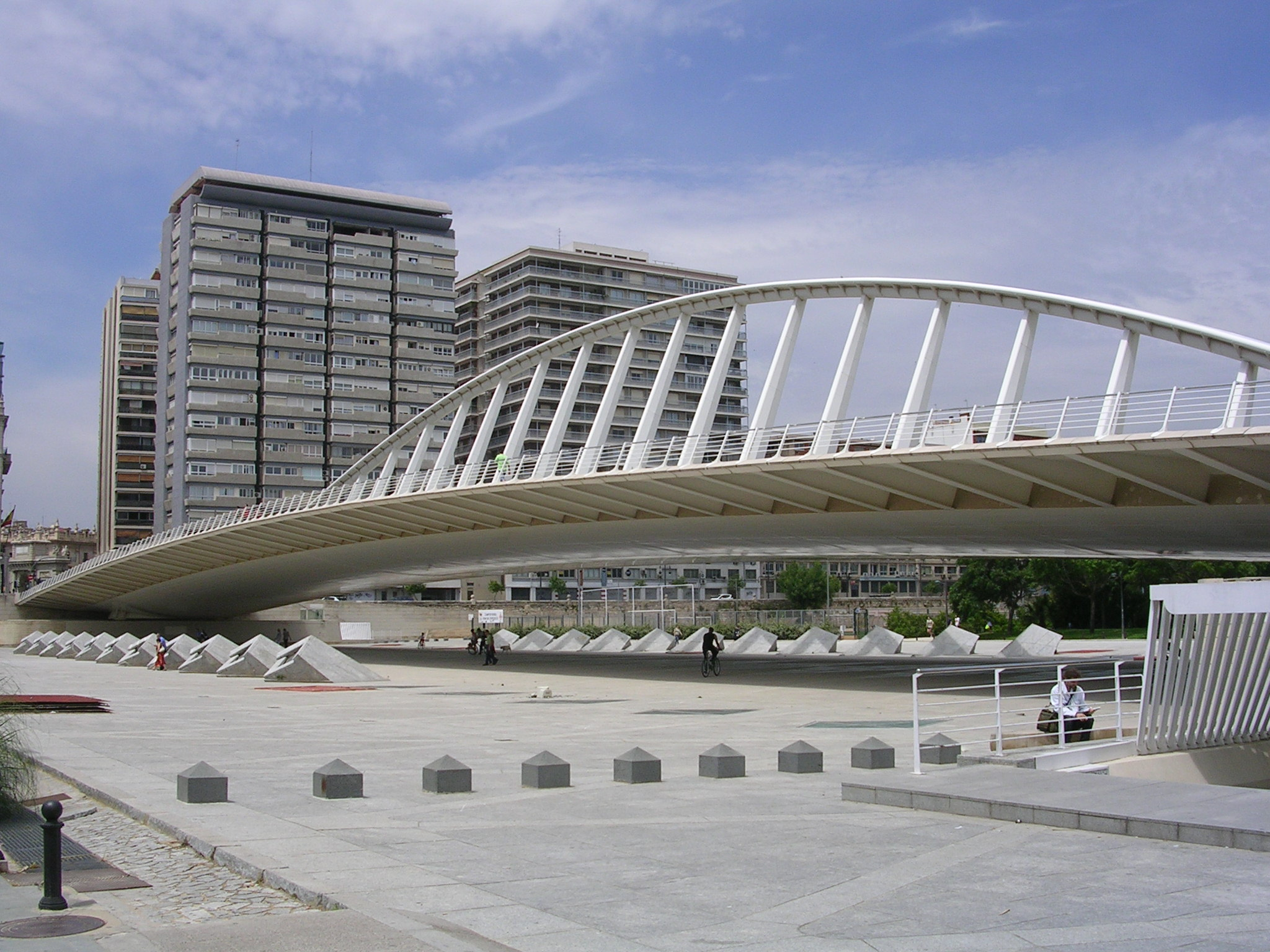
Puente o Pasarela de la Exposición
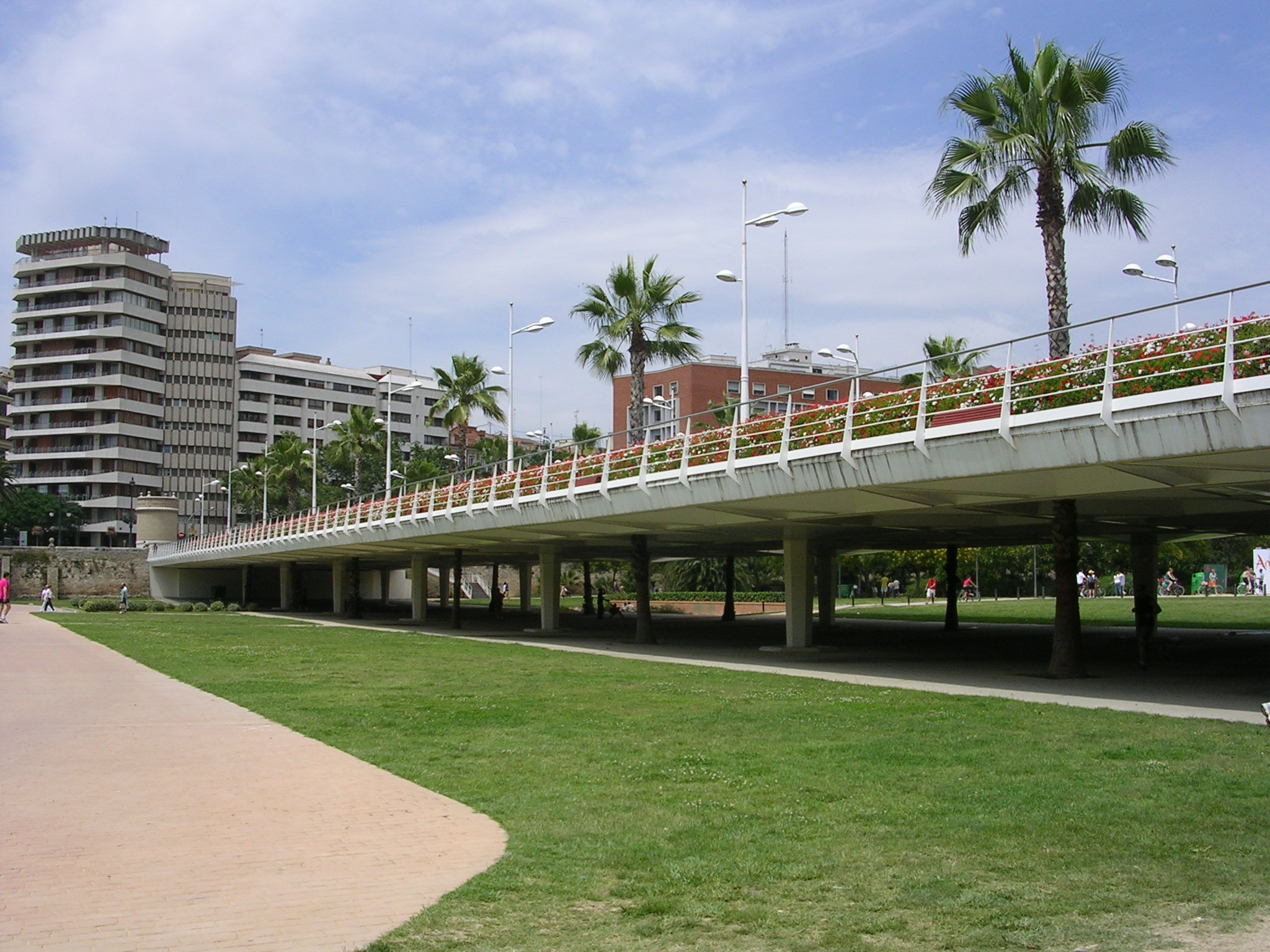
Puente de las Flores
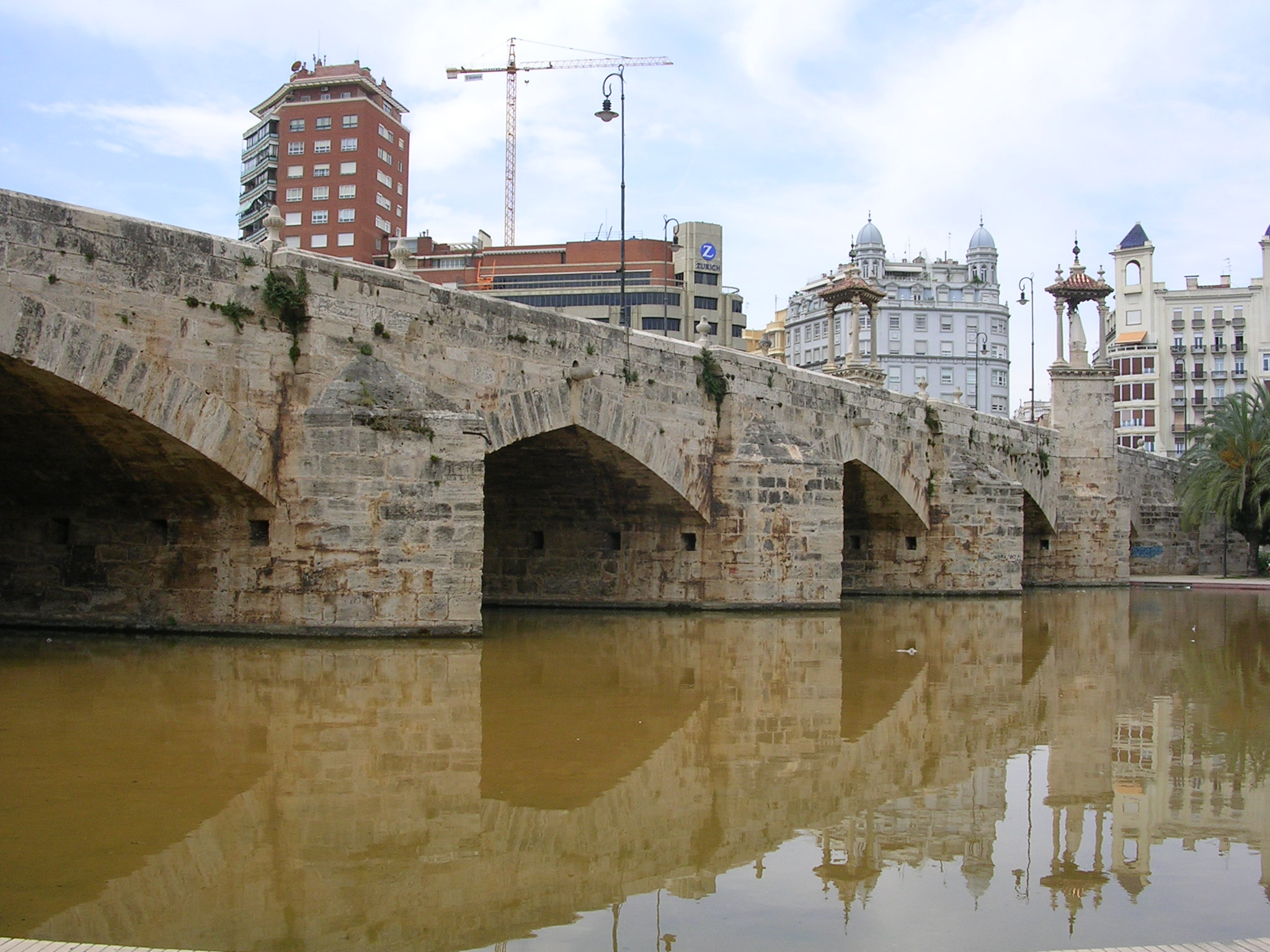
Puente del Mar
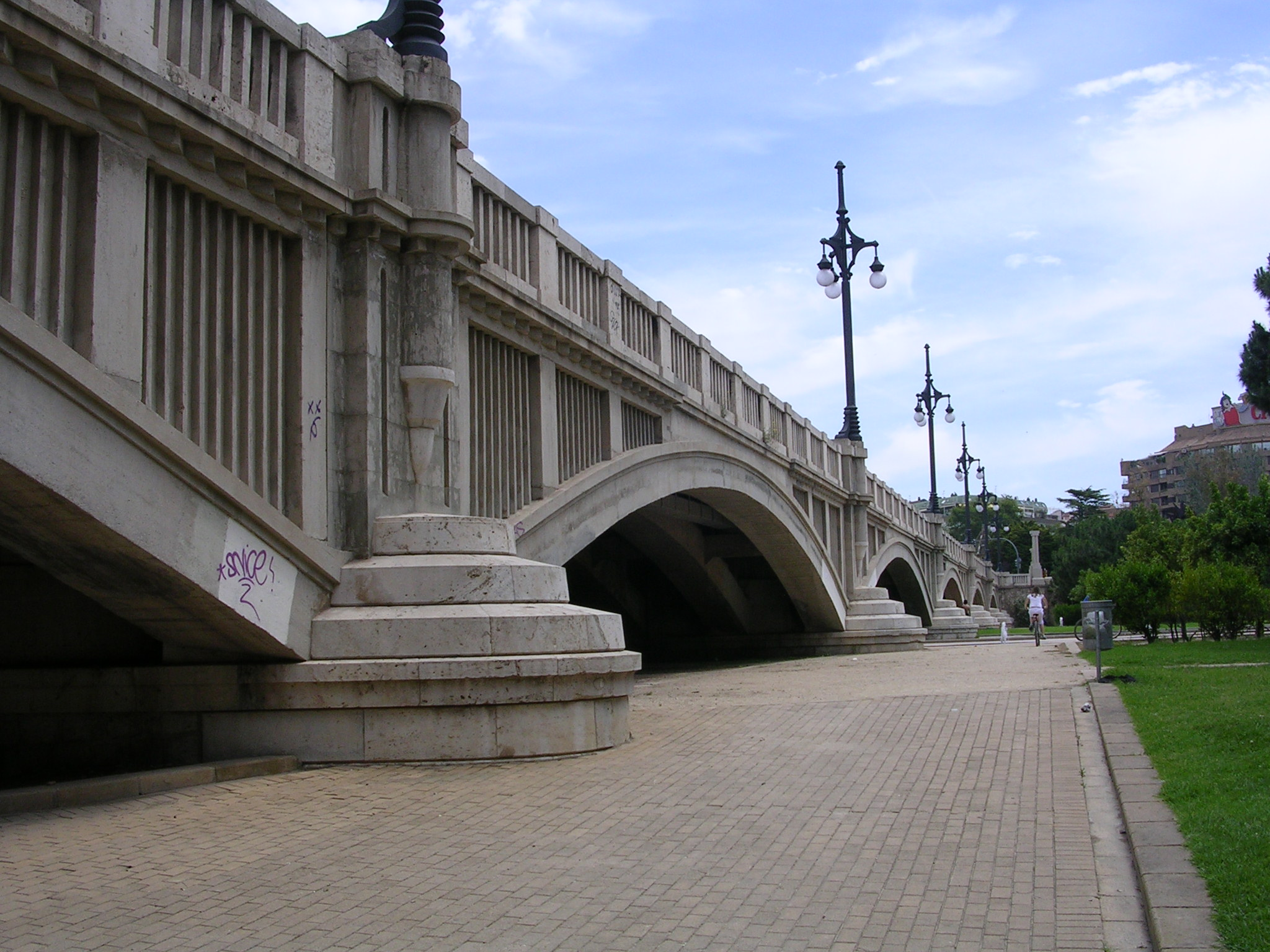
Puente de Aragón
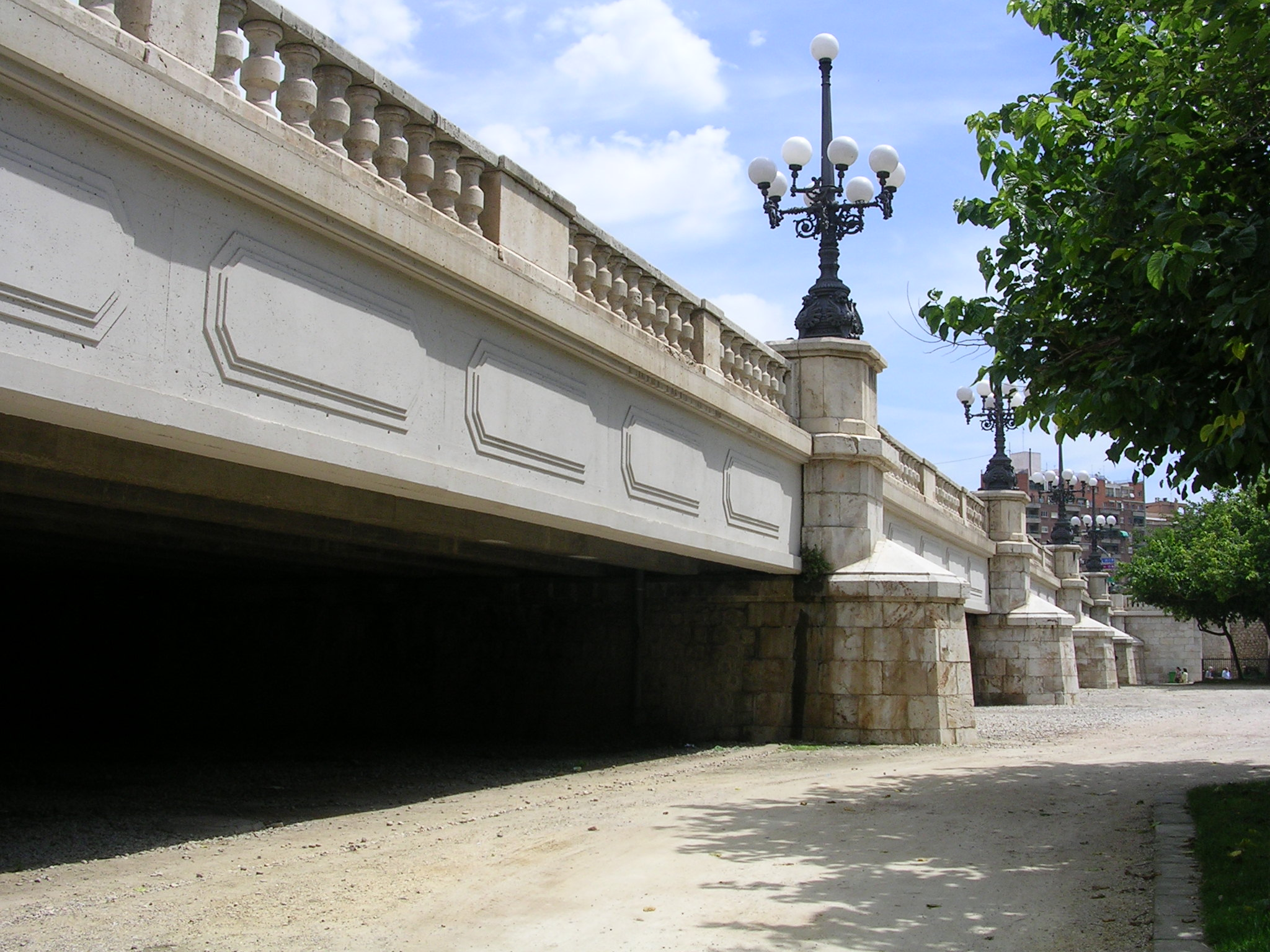
Puente de Ángel Custodio
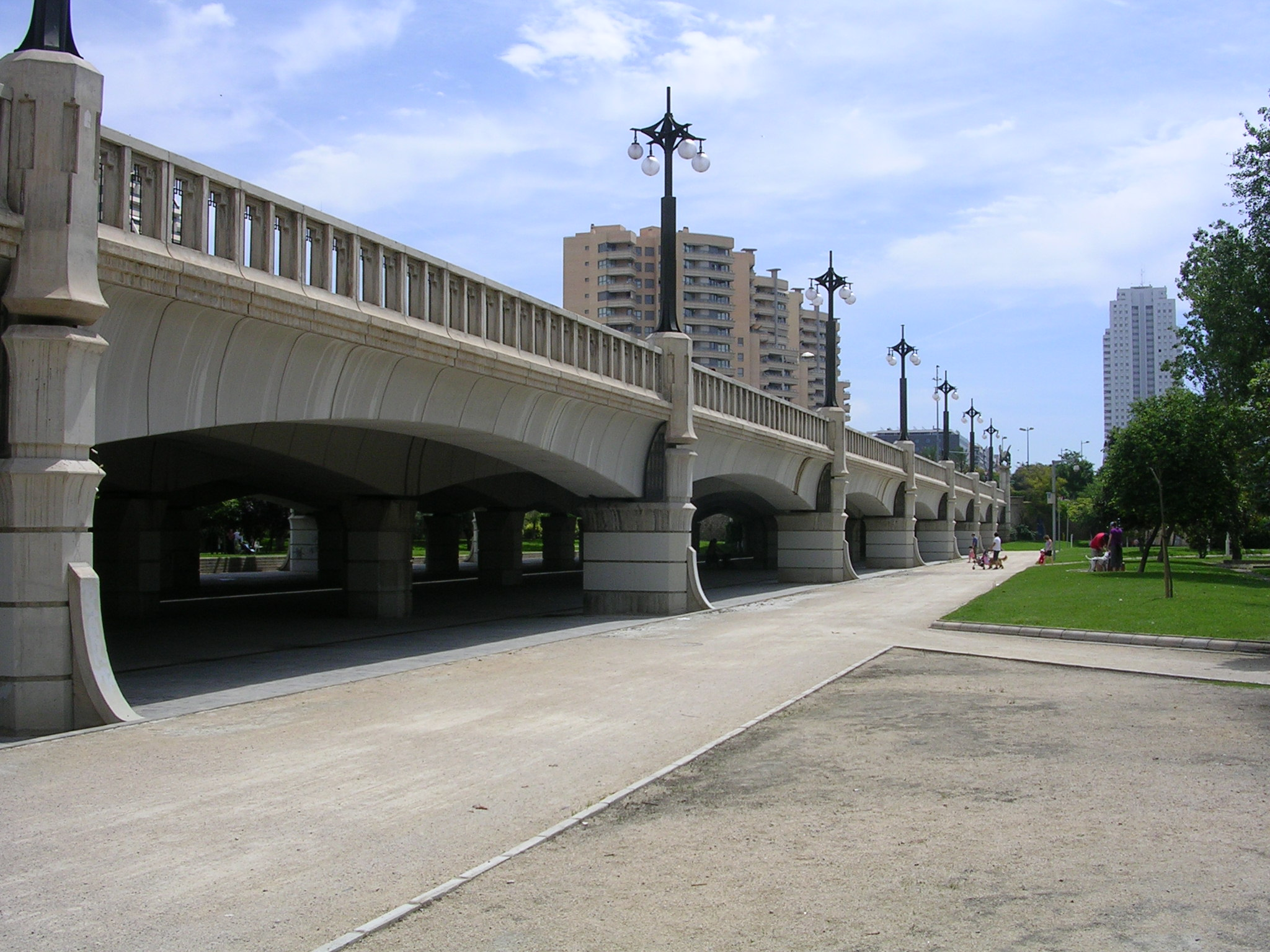
Puente del Reino
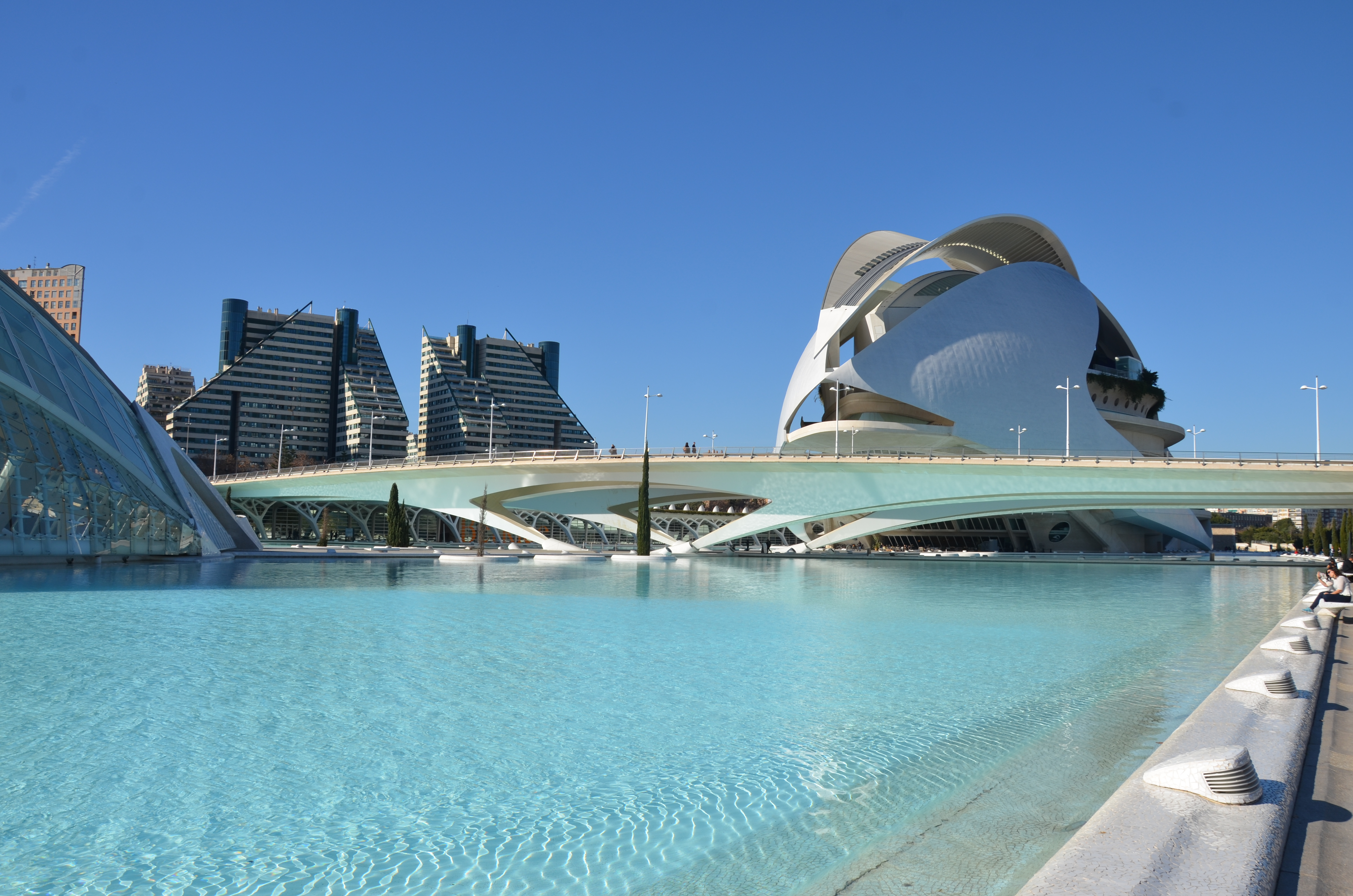
Puente de Monteolivete, detrás el Palacio de las Artes Reina Sofía